# Contea di Sog
Sog (索县T; Suǒ XiànP) è una contea cinese della prefettura di Nagchu nella Regione Autonoma del Tibet. Nel 1999 la contea contava 34.639 abitanti.

## Città
La contea è suddivisa in 2 comuni e 8 villaggi.
- Yala 亚拉镇 (comune)
- Rongbu 荣布镇 (comune)
- Ruoda 若达乡 (villaggio)
- Rewa 热瓦乡 (villaggio)
- Chiduo 赤多乡 (villaggio)
- Gamei 嘎美乡 (villaggio)
- Jiale 加勤乡 (villaggio)
- Jiangda 江达乡 (villaggio)
- Sechang 色昌乡 (villaggio)
- Gamu 嘎木乡 (villaggio)